# 土曜電リクファッション大魔王
土曜電リクファッション大魔王（どようでんリクファッションだいまおう）は、かつてニッポン放送の毎週土曜日の20:00～22:00（JST）の時間帯で放送されていたラジオ番組。
放送期間は1986年10月11日から1987年4月4日までの、ナイターオフ期の約6か月間。

## 概要
パーソナリティはいとうせいこうとセーラ・ロウエル。ファッション情報を満載した電話リクエスト番組で、音楽番組、情報番組などの色々な面を持ち合わせており、コーナーには「とんがり講座」などがあった。
当番組の企画をサポートしていた組織として、ニッポン放送の若手社員と外部からのスタッフで成り立っていた「ファッション委員会」があり、この委員会が開発したグッズには、腕の形をした「うでまくら」と膝（脚）の形をした「ひざまくら」という枕があった。これらは当番組内で話題にして実際に販売され、「うでまくら」は1987年に公開された映画『オーバー・ザ・トップ』のキャラクターグッズにも選ばれた。
前半20時台のみ、NRN系列各局へのネットパートとなっていた。

## ゲスト
（出典：）
| - 森恵 （1986年10月25日） - 勇直子 （1986年11月1日、1987年3月14日） - A-JARI （1986年11月8日） - 河合奈保子 （1986年11月15日） - 島田奈美 （1986年11月22日） - 芳本美代子 （1986年11月29日、1987年2月14日） - 渡辺美奈代 （1986年12月6日） - 山本理沙 （1986年12月13日） - 西村知美 （1986年12月20日） - 長山洋子 （1986年12月27日） - 湯江健幸 （1987年1月3日） | - ちわきまゆみ （1987年1月10日） - 高橋玲子 （1987年1月17日） - 城之内早苗 （1987年1月24日） - 桜井真理亜 （1987年1月31日） - 岡本舞子 （1987年2月7日） - 相楽晴子 （1987年2月21日） - 忌野清志郎 （1987年2月21日） - 小泉今日子 （1987年2月28日） - 寺田恵子（SHOW-YA） （1987年3月7日） - 小林麻美 （1987年3月21日） - 佐野量子 （1987年3月28日） |

## ネット局
各ネット局の放送時間はいずれも、土曜日 20:00 - 21:00。
- 青森放送
- 北陸放送
- 四国放送
- 西日本放送
- KBCラジオ
- 長崎放送